# Onthophagus orissanus
Onthophagus orissanus es una especie de insecto del género Onthophagus, familia Scarabaeidae, orden Coleoptera.

Fue descrita científicamente por Arrow en 1931.